# Adriano III
Adriano III (Roma, ¿?-San Cesario sul Panaro, Modena, septiembre de 885). Papa 109.º de la Iglesia católica de 884 a 885. Durante su breve pontificado, y siguiendo la línea de su predecesor, Marino I, renovó la excomunión de Focio.
En su relación con el Imperio carolingio, expidió un decreto en el que declaraba que la consagración del Papa no precisaba del consentimiento imperial, a pesar de lo cual respondió a la petición del emperador Carlos III el Gordo para acudir a la Dieta que se celebraría en Worms, con el objetivo de resolver la sucesión del trono imperial.
Cuando el papa se dirigía al encuentro, falleció en Vilzacara (Actual San Cesario sul Panaro), cerca de Módena, en septiembre de 885, siendo enterrado en el monasterio de Nonantula sito en esa misma ciudad.
Poco después de su muerte fue proclamado santo, pero su canonización fue puesta en duda y no fue confirmada hasta que León XIII dictó, el 10 de junio de 1891, un decreto por el que se reconocía oficialmente el culto de Adriano III.